# Dicranomyia (Melanolimonia) parviloba
Dicranomyia (Melanolimonia) parviloba is een tweevleugelige uit de familie steltmuggen (Limoniidae). De soort komt voor in het Palearctisch gebied.